# Sebastian Stoppe
Sebastian Stoppe (* 1978 in Helmstedt) ist ein deutscher Medienwissenschaftler, Bibliothekar, Projektmanager und Filmemacher.

## Leben
Sebastian Stoppe studierte 1998 bis 2005 Kommunikations- und Medienwissenschaft, Politikwissenschaft und Mittlere und Neuere Geschichte an der Universität Leipzig. 2014 wurde er an der Martin-Luther-Universität Halle-Wittenberg über eine Arbeit zu der US-amerikanischen Fernsehserie Star Trek promoviert.
Nach seinem Studium war er zunächst als Filmemacher tätig. Sein Kurzfilmdebüt war der 2005 erschienene Film Schattenspiele, den er zusammen mit Sascha Kummer inszenierte. 2008 folgte mit dem Dokumentarfilm Bis zum letzten Moment über das Leipziger Universitätsorchester sein Langfilmdebüt. Seit 2010 war er an der Universität Leipzig unter anderem als Lehrbeauftragter und wissenschaftlicher Mitarbeiter tätig. Von 2014 bis 2023 arbeitete er an der Universitätsbibliothek Leipzig. Dort hat er den Fachinformationsdienst adlr.link entwickelt, ein wissenschaftliches Ressourcenportal für die Medien-, Kommunikations- und Filmwissenschaften. Seit 2023 ist er Referent für Onlinekommunikation am Landesinstitut für Schulqualität und Lehrerbildung Sachsen-Anhalt und Chefredakteur des Bildungsservers Sachsen-Anhalt.
In seiner Forschung setzt er sich schwerpunktmäßig mit der gesellschaftlichen Wirkung von Science-Fiction und im Besonderen von Star Trek auseinander. Er nimmt dazu auch in Radiobeiträgen, Podcasts, im Fernsehen und in Vorträgen etwa auf der FedCon zu diesem Thema Stellung. Ein weiteres Forschungsgebiet ist die Filmmusik. Hier vertritt er den Standpunkt, Filmmusik als gleichwertig mit anderen Musikgenres wie etwa der Programmmusik anzusehen.
Er ist Mitglied der Gesellschaft für Medienwissenschaft und seit 2019 Mitherausgeber der Zeitschrift Medienwissenschaft: Berichte und Papiere.

## Publikationen (Auswahl)

### Monografien
- Das „Red Curtain“-Kino. Baz Luhrmanns Filme „Romeo + Juliet“ und „Moulin Rouge“. Tectum Verlag, Marburg 2006, ISBN 3-8288-9071-7.
- Unterwegs zu neuen Welten. Star Trek als politische Utopie. Büchner-Verlag, Darmstadt 2014, ISBN 978-3-941310-40-7.
- Is Star Trek Utopia? Investigating a Perfect Future. McFarland Publishers, Jefferson, NC 2022, ISBN 978-1-4766-8636-3.

### Beiträge in Zeitschriften oder Sammelwerken
- Ein transhumanistischer Leviathan? Die Borg als emotionslose Dystopie in Star Trek. In: Arbeitstitel – Forum für Leipziger Promovierende. Bd. 3 (2011), Heft 2, S. 69–82, doi:10.36258/aflp.v3i2.3229.
- Getting Immersed in Star Trek. Storytelling Between „True“ and „False“ on the Holodeck. In: SFRA Review. 316 (2016), S. 4–15, doi: 10.25969/mediarep/16799.
- John Williams’s Film Music in the Concert Halls. In: Emilio Audissino (Hg.): John Williams, Music for Film, Television and the Concert Stage. Turnhout 2018, S. 95–116, ISBN 978-2-503-58034-0, doi: 10.25969/mediarep/16800.
- “My Musical”. Musikalisches Erzählen am Beispiel von Scrubs. In: Kieler Beiträge zur Filmmusikforschung. 15 (2020), S. 26–64, Open Access.
- Streaming für Forschende. Desiderata aus Sicht des Fachinformationsdienstes für Kommunikations-, Medien- und Filmwissenschaft. In: Bibliothek Forschung und Praxis. 44 (2020), Heft 3, S. 460–466, doi: 10.1515/bfp-2020-2041.
- Original Soundtrack. On the Meaning and Significance of Film Music Albums. In: Nove teorije. 3/1 (2021), S. 46–72, Open Access.
- Merging of Realities, The ‘Non’-America in Roman Polanski’s The Ghost Writer. In: Medienobservationen. 27 (2023), S. 1–13, doi: 10.25969/mediarep/20024 (mit Videoessay: doi: 10.25969/mediarep/19717).
- Film und Musical, Adaption im Spannungsfeld von Konventionen und Experimenten am Beispiel von Monty Python’s Spamalot. In: Navigationen. Zeitschrift für Medien- und Kulturwissenschaften. 24 (1), S. 87–106, doi: 10.25819/ubsi/10509.

### Herausgeberschaften
- mit Judith Kretzschmar und Markus Schubert: Medienorte. Mise-en-scènes in alten und neuen Medien. Meidenbauer, München 2011, ISBN 978-3-89975-236-6.
- mit Benjamin Bigl: Playing with Virtuality. Theories and Methods of Computer Game Studies. Peter Lang, Frankfurt am Main 2013, ISBN 978-3-631-64060-9.
- Film in Concert. Film Scores and their Relation to Classical Concert Music. Verlag Werner Hülsbusch, Glückstadt 2014, ISBN 978-3-86488-060-5, doi: 10.25969/mediarep/16802.
- mit Judith Kretzschmar und Susanne Vollberg: Hercule Poirot trifft Miss Marple. Agatha Christie intermedial. Büchner-Verlag, Darmstadt 2016, ISBN 978-3-941310-48-3.
- mit Benjamin Bigl: Game-Journalismus. Grundlagen – Themen – Spannungsfelder. Ein Handbuch. Springer VS, Wiesbaden 2023, ISBN 978-3-658-42615-6, doi: 10.1007/978-3-658-42616-3.
- mit Katja Kanzler: Star Trek: Gestern – Heute – Morgen. (Selbst-)Historisierung und Zukunftsvisionen. Springer VS, Wiesbaden 2024, ISBN 978-3-658-45694-8, doi: 10.1007/978-3-658-45695-5.